# Legend of 2PM
Legend of 2PM è il secondo album in studio della discografia giapponese (il quarto in totale) della boy band sudcoreana 2PM, pubblicato nel 2013.

## Tracce
1. The Legend – 0:58
2. Masquerade (マスカレード (Album version) – 3:59
3. Beautiful – 3:58
4. So Bad – 3:25
5. Only One – 3:08
6. Missing You – 3:12
7. Want You Back – 4:07
8. This Is Love – 4:06
9. Kimi ga Ireba – 3:40
10. I'll Be OK – 3:35
11. SOS Man – 3:00
12. Breakthrough – 3:49
13. Forever – 4:31